# Linnaemya soror
Linnaemya soror là một loài ruồi trong họ Tachinidae.